# 韋爾科姆 (喬治亞州)
韋爾科姆（英語：Welcome）是位於美國喬治亞州考維塔縣的一個非建制地區。該地的面積和人口皆未知。

## 地理
韋爾科姆的座標為33°23′47″N 84°52′25″W / 33.39639°N 84.87361°W，而該地的平均海拔高度為270米（即886英尺）。